# Liste der Delegierten des US-Repräsentantenhauses von den Nördlichen Marianen

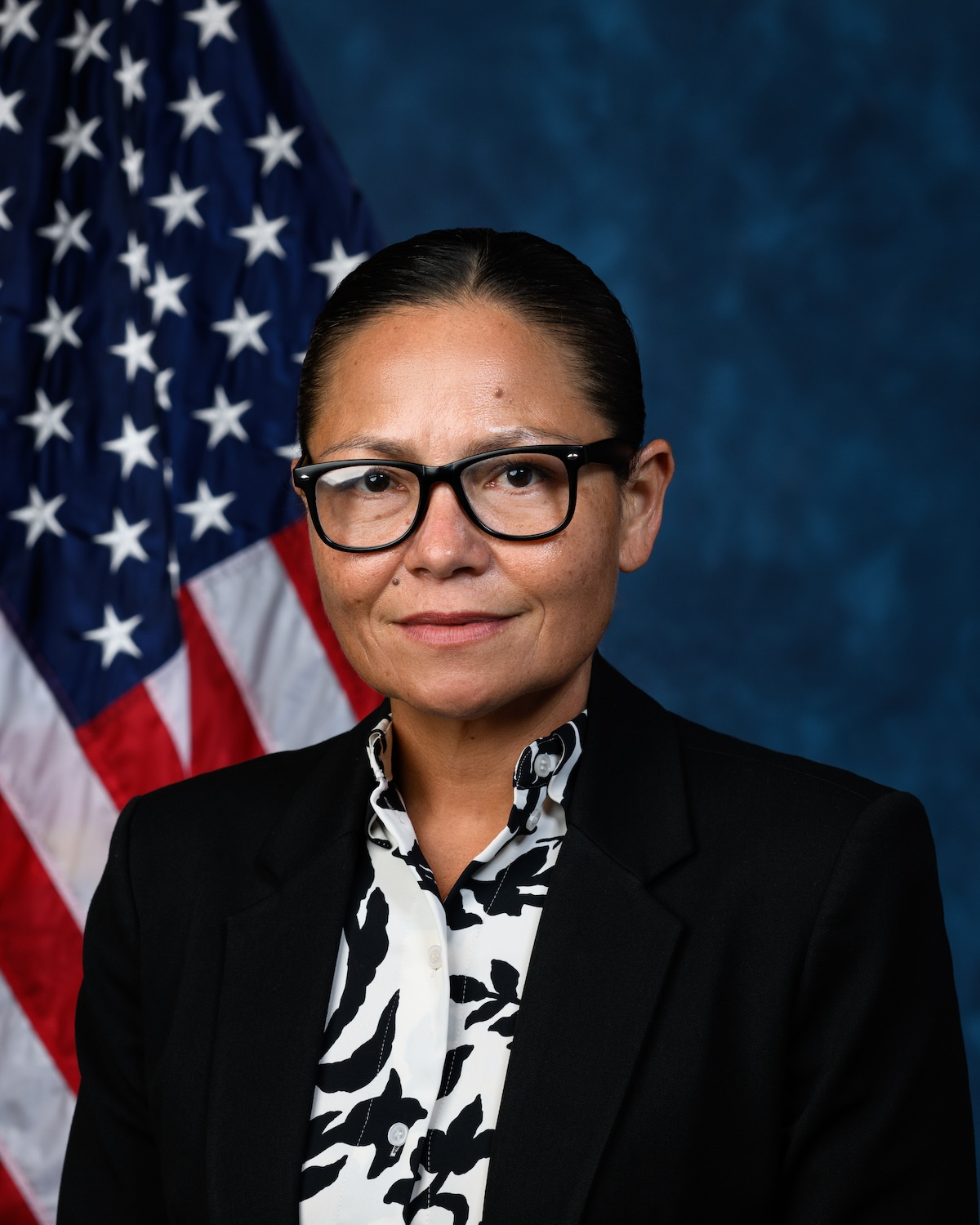
Kimberlyn King-Hinds, die derzeitige Delegierte von den Nördlichen Marianen

Die Nördlichen Marianen (Northern Mariana Islands) sind seit 1975 ein nichtinkorporiertes Territorium der Vereinigten Staaten. Die westpazifische Inselgruppe wurde 1978 erstmals durch einen Resident Representative im Repräsentantenhaus der Vereinigten Staaten vertreten; seit 2008 durch einen Delegierten, wie auch andere Außengebiete der Vereinigten Staaten. Kongressdelegierte haben lediglich in den Ausschüssen ein Stimmrecht, nicht aber im Repräsentantenhaus selbst.
| Name                 | Amtszeit                        | Partei       |
| -------------------- | ------------------------------- | ------------ |
| Edward Pangelinan    | 3. Januar 1978 – 3. Januar 1984 | Demokrat     |
| Froilan Tenorio      | 3. Januar 1984 – 3. Januar 1990 | Demokrat     |
| Juan Babauta         | 3. Januar 1990 – 3. Januar 2002 | Republikaner |
| Pedro Agulto Tenorio | 3. Januar 2002 – 3. Januar 2009 | Republikaner |
| Gregorio Sablan      | 3. Januar 2009 – 3. Januar 2025 |              |
| Kimberlyn King-Hinds | 3. Januar 2025                  | Republikaner |

1. ↑  Edward Pangelinan ist 1983 der Republikanischen Partei beigetreten.
2. Gregorio Sablan ist 2014 aus der Demokratischen Partei ausgetreten.